# Гологляг
Гологляг (рос. Гологляг) — присілок в Гдовському районі Псковської області Російської Федерації.
Населення становить 1 особу. Входить до складу муніципального утворення Самолвовська волость.

## Історія
Від 2005 року входить до складу муніципального утворення Самолвовська волость.

## Населення
| 2001 | 2002 | 2010 |
| ---- | ---- | ---- |
| 2    | →2   | ↘1   |